# 第1次田中角栄内閣
第1次田中角栄内閣（だいいちじたなかかくえいないかく）は、自由民主党総裁で衆議院議員の田中角栄が第64代内閣総理大臣に任命され、1972年（昭和47年）7月7日から同年12月22日まで続いた日本の内閣。

## 概説
1972年（昭和47年）7月5日の自由民主党総裁選挙にて、田中角栄が福田赳夫を下して総裁に選出されたのを受け、翌日の7月6日に召集された第69臨時国会での衆議院及び参議院での首班指名選挙にて田中が内閣総理大臣に指名されて発足した。
この第1次田中内閣時代のトピックスとしては
- 日本国政府と中華人民共和国政府の共同声明（『日中共同声明』）が、1972年（昭和47年）9月29日に中華人民共和国北京市にて調印され、日中国交正常化に合意したことが挙げられる。

広義の中部地方出身者による内閣は戦後初となる。

## 内閣の顔ぶれ・人事
所属政党・出身

  自由民主党   中央省庁

### 国務大臣
| 職名                            | 氏名         | 氏名 | 出身等                        | 特命事項等                                               | 備考                   |
| ------------------------------- | ------------ | ---- | ----------------------------- | -------------------------------------------------------- | ---------------------- |
| 内閣総理大臣                    | 田中角栄     |      | 衆議院 自由民主党（田中派）   |                                                          | 自由民主党総裁         |
| 副総理                          | 三木武夫     |      | 衆議院 自由民主党（三木派）   |                                                          |                        |
| 法務大臣                        | 郡祐一       |      | 参議院 自由民主党（田中派）   |                                                          |                        |
| 外務大臣                        | 大平正芳     |      | 衆議院 自由民主党（大平派）   |                                                          |                        |
| 大蔵大臣                        | 植木庚子郎   |      | 衆議院 自由民主党（田中派）   |                                                          |                        |
| 文部大臣                        | 稲葉修       |      | 衆議院 自由民主党（中曽根派） |                                                          | 初入閣                 |
| 厚生大臣                        | 塩見俊二     |      | 衆議院 自由民主党（大平派）   |                                                          |                        |
| 農林大臣                        | 足立篤郎     |      | 衆議院 自由民主党（田中派）   |                                                          | 初入閣                 |
| 通商産業大臣 科学技術庁長官     | 中曽根康弘   |      | 衆議院 自由民主党（中曽根派） | 原子力委員会委員長                                       |                        |
| 運輸大臣                        | 佐々木秀世   |      | 衆議院 自由民主党（大平派）   |                                                          | 初入閣                 |
| 郵政大臣                        | （田中角栄） |      | 衆議院 自由民主党（田中派）   |                                                          | 事務代理               |
| 郵政大臣                        | 三池信       |      | 衆議院 自由民主党（福田派）   |                                                          | 初入閣 1972年7月12日任 |
| 労働大臣                        | 田村元       |      | 衆議院 自由民主党（水田派）   |                                                          | 初入閣                 |
| 建設大臣 国家公安委員会委員長   | 木村武雄     |      | 衆議院 自由民主党（田中派）   | 近畿圏整備長官 中部圏開発整備長官 首都圏整備委員会委員長 |                        |
| 自治大臣 北海道開発庁長官       | 福田一       |      | 衆議院 自由民主党（船田派）   |                                                          |                        |
| 内閣官房長官                    | 二階堂進     |      | 衆議院 自由民主党（田中派）   |                                                          |                        |
| 総理府総務庁長官 沖縄開発庁長官 | 本名武       |      | 衆議院 自由民主党（三木派）   |                                                          | 初入閣                 |
| 行政管理庁長官                  | 浜野清吾     |      | 衆議院 自由民主党（椎名派）   |                                                          | 初入閣                 |
| 防衛庁長官                      | 増原惠吉     |      | 参議院 自由民主党（大平派）   |                                                          |                        |
| 経済企画庁長官                  | （田中角栄） |      | 衆議院 自由民主党（田中派）   |                                                          | 事務代理               |
| 経済企画庁長官                  | 有田喜一     |      | 衆議院 自由民主党（福田派）   |                                                          | 1972年7月12日任        |
| 環境庁長官                      | 小山長規     |      | 衆議院 自由民主党（大平派）   |                                                          |                        |

- 三池・有田は当初閣僚に指名されながらも直前の自民党総裁選で福田赳夫を支持していたことから入閣を拒否。その後、福田の説得に応じる形で入閣した。
- 三木の副総理は1972年8月29日に発令。第1次田中角栄内閣発足時では「国務大臣に任命する」のみ官報に記載されていた。

### 内閣官房副長官・内閣法制局長官・総理府総務副長官
| 職名             | 氏名         | 出身等             | 備考     |
| ---------------- | ------------ | ------------------ | -------- |
| 内閣官房副長官   | 山下元利     | 衆議院／自由民主党 | 政務担当 |
| 内閣官房副長官   | 後藤田正晴   | 官僚               | 事務担当 |
| 内閣法制局長官   | 吉國一郎     | 官僚               |          |
| 総理府総務副長官 | 小宮山重四郎 | 衆議院／自由民主党 | 政務担当 |
| 総理府総務副長官 | 栗山廉平     | 官僚               | 事務担当 |

### 政務次官
- 法務政務次官 - 古屋亨
- 外務政務次官 - 青木正久
- 大蔵政務次官 - 大村襄治、山崎五郎
- 文部政務次官 - 内海英男
- 厚生政務次官 - 増岡博之
- 農林政務次官 - 森下元晴、園田清充
- 通商産業政務次官 - 丹羽久章、安田隆明
- 運輸政務次官 - 加藤六月
- 郵政政務次官 - 木村武千代
- 労働政務次官 - 塩谷一夫
- 建設政務次官 - 小渕恵三
- 自治政務次官 - 三ッ林弥太郎
- 行政管理政務次官 - 山崎竜男
- 北海道開発政務次官 - 渡辺一太郎
- 防衛政務次官 - 古内広雄
- 経済企画政務次官 - 木野晴夫
- 科学技術政務次官 - 藤波孝生
- 環境政務次官 - 菅波茂
- 沖縄開発政務次官 - 中津井真